# Sân bay Örnsköldsvik
Sân bay Örnsköldsvik (IATA: OER, ICAO: ESNO), là một sân bay khu vực nằm cách Örnsköldsvik 24 km về phía đông bắc, tại Husum, Thụy Điển. Sân bay này được xây năm 1961. Năm 2007, sân bay này đã phục vụ 132.468 lượt khách.

## Các hãng hàng không và các tuyến điểm
- Höga Kusten Flyg (Sân bay Stockholm-Arlanda) (www.hogakustenflyg.se)
- Scandinavian Airlines (Sân bay Stockholm-Arlanda)
- Skyways Express (Sân bay Stockholm-Arlanda)
- Pegasus Airlines (bay thuê bao nối với Thổ Nhĩ Kỳ)